# Бронфенбреннер, Мартин
Мартин Бронфенбреннер (англ. Martin Bronfenbrenner; 2 декабря 1914 — 2 июня 1997, Дарем, Северная Каролина) — американский экономист.

## Биография
Родился в семье американского ученого-патолога Джейкоба Жака Бронфенбреннера (1883, Херсон — 1953) и его жены Маши Орнштейн.
Бакалавр (1934) Вашингтонского университета Сент-Луисе; доктор философии (1939) Чикагского университета. Преподавал там же, а также в Висконсинском университете, университетах Миннесоты, Мичиган стэйт, Карнеги Тек, университете Аояма и Дьюк. В 1945—1946 и 1949—1950 годах работал в Японии в различных оккупационных службах США.
Президент Международного атлантического экономическое общества (1982—1983).

## Основные произведения
- «Теория распределения доходов» (Income Distribution Theory, 1971);
- «Макроэкономические альтернативы» (Macroeconomic Alternatives, 1979);
- «Микроэкономика» (Microeconomics, 1987);
- «Здесь и там в экономической теории» (Here and There in Economics, 1988).